# Uppsala län
Uppsala län je švedska županija na istoku Švedske. Županija je osnovana 1634. godine. Glavni grad županije je Uppsala.

## Zemljopis
Uppsala län graniči sa županijama Stockholms län, Södermanlands län, Västmanlands län i Gävleborgs län. Okružena je Baltičkim morem i jezerom Mälaren.
U sastav županije ulaze zapadni i sjeverni dijelovi švedske pokrajine Uppland.
Površina županije je 8.209km² a broj stanovnika je 318.617. Gustoća stanovništva županije iznosi 39 stanovnika/km². Skoro 2/3 stanovnika županije je nastanjeno u općini Uppsala. Glavni grad županije, Uppsala, sa svojih cca. 185.000 stanovnika je četvrti grad Švedske po broju stanovnika.

### Veća mjesta
- Uppsala (124.036) (broj stanovnika 2000.)
- Enköping (19.147)
- Bålsta (12.891)
- Sävja (9.434)
- Knivsta (7.126)
- Storvreta (6.431)
- Skutskär (6.003)
- Tierp (5.147)

### Jezera
- Mälaren, 1.140 km²
- Tämnaren, 39 km²

### Rijeke
- Fyrisån
- Tämnarån
- Forsmarksån

## Povijest
Županija Uppsala län osnovana je 1634. Do korigiranja granica županije došlo je 1971. godine. Općine Knivsta i Östhammar, koje su tada pripadale županiji Stockholms län, pripojene se županiji Uppsala, a općina Upplands-Bro koja je pripadala Uppsala länu pripojena je Stockholms länu.
22. rujna 2005. švedski parlament donosi odluku o pripajanju općine Heby (tada Västmanlands län) županiji Uppsala. Izmjene su stupile na snagu 1. siječnja 2007.

## Administrativna podjela
Uppsala län čini osam općina. Od 1. siječnja 2007. općina Heby je također u sastavu županije.

### Općine
- Enköping (38.443)
- Håbo (18.634)
- Heby (13.623)
- Knivsta (13.385)
- Tierp (19.993)
- Uppsala (183.911)
- Älvkarleby (9.060)
- Östhammar (21.568)

(Broj stanovnika po popisu od 31. ožujka 2006.)

## Vanjske poveznice
- Uprava županije Uppsala län
- Skupština županije Uppsala län
- Univerzitet u Uppsali